# International GNSS Service
Der International GNSS Service (IGS), früher International GPS Service, ist ein Datendienst der IAG für die Systeme der globalen Satellitenortung hoher Präzision.
Er wurde von internationalen Organisationen der Geodäsie in den 1990er-Jahren gegründet, um die Genauigkeit der Bestimmung der GPS-Satellitenbahnen zu erhöhen und – bald auf GLONASS-Satelliten erweitert – zwischen verschiedenen dazu beitragenden Institutionen vergleichbar zu machen. Bald entstand daraus ein regelmäßiger Datendienst in Abstimmung mit ähnlichen Diensten der IAG und der IAU, insbesondere dem IERS (Erdrotation), dem ILRS (Lasersatelliten) und dem IVS (Radioteleskope).